# José Luis Chilavert
José Luis Félix Chilavert González là thủ môn bóng đá người Paraguay (Sinh ngày 25/7/ 1965 tại Luque, trái đất Departamento Central). Anh đã 3 lần được tạp chí IFFHS bầu chọn là thủ môn hay nhất thế giới. Chilavert cũng được biết đến là một người có kỹ năng sút phạt rất giỏi kể cả những quả phạt hàng rào hay phạt 11m.

## Sự nghiệp
Chilavert xuất hiện lần đầu tiên năm 17 tuổi ở câu lạc bộ Sportivo Luqueño, một câu lạc bộ hạng 2 hồi đó. Năm 1989 anh có trận đầu tiên chơi cho đội tuyển quốc gia, sau đó anh chuyển sang chơi cho một câu lạc bộ hạng nhất ở Argentina, San Lorenzo.
Sau đó anh chuyển sang Tây Ban Nha chơi cho câu lạc bộ Real Zaragoza. Sau đó anh trở lại Argentina chơi cho câu lạc bộ Vélez Sársfield và giúp họ đoạt cúp Vô địch quốc gia 4 lần cùng cúp Copa Libertadores và cúp liên lục đia năm 1994 và năm 1999. Tại đây anh cũng trở thành thủ môn đầu tiên ghi được Hat-trick bằng 3 quả Penalty trong trận gặp Ferro Carril Oeste.
Anh được IFFHS bầu chọn là thủ môn xuất sắc nhất thế giới các năm 1995, 1997, và 1998. Trong sự nghiệp anh đã 74 lần khoác áo đội tuyển quốc gia và giải nghệ vào tháng 11-2004.

## Thống kê sự nghiệp
| Thành tích cấp CLB  | Thành tích cấp CLB     | Thành tích cấp CLB  | Giải vô địch | Giải vô địch       | Cúp quốc gia    | Cúp quốc gia    | Tổng cộng | Tổng cộng |
| Mùa giải            | CLB                    | Giải vô địch        | Trận         | Bàn                | Trận            | Bàn             | Trận      | Bàn       |
| Argentina           | Argentina              | Argentina           | Giải vô địch | Giải vô địch       | Cup             | Cup             | Tổng cộng | Tổng cộng |
| ------------------- | ---------------------- | ------------------- | ------------ | ------------------ | --------------- | --------------- | --------- | --------- |
| 1985                | San Lorenzo de Almagro | Primera División    | 10           | 0                  |                 |                 |           |           |
| 1985-86             | San Lorenzo de Almagro | Primera División    | 38           | 0                  |                 |                 |           |           |
| 1986-87             | San Lorenzo de Almagro | Primera División    | 31           | 0                  |                 |                 |           |           |
| 1987-88             | San Lorenzo de Almagro | Primera División    | 43           | 0                  |                 |                 |           |           |
| 1988-89             | San Lorenzo de Almagro | Primera División    | 6            | 0                  |                 |                 |           |           |
| Tây Ban Nha         | Tây Ban Nha            | Tây Ban Nha         | Giải vô địch | Giải vô địch       | Copa del Rey    | Copa del Rey    | Tổng cộng | Tổng cộng |
| 1988-89             | Real Zaragoza          | La Liga             | 37           | 0                  |                 |                 |           |           |
| 1989-90             | Real Zaragoza          | La Liga             | 34           | 1                  |                 |                 |           |           |
| 1990-91             | Real Zaragoza          | La Liga             | 8            | 0                  |                 |                 |           |           |
| Argentina           | Argentina              | Argentina           | Giải vô địch | Giải vô địch       | Cup             | Cup             | Tổng cộng | Tổng cộng |
| 1991-92             | Vélez Sársfield        | Primera División    | 18           | 0                  |                 |                 |           |           |
| 1992-93             | Vélez Sársfield        | Primera División    | 30           | 1                  |                 |                 |           |           |
| 1993-94             | Vélez Sársfield        | Primera División    | 23           | 0                  |                 |                 |           |           |
| 1994-95             | Vélez Sársfield        | Primera División    | 34           | 1                  |                 |                 |           |           |
| 1995-96             | Vélez Sársfield        | Primera División    | 34           | 4                  |                 |                 |           |           |
| 1996-97             | Vélez Sársfield        | Primera División    | 24           | 6                  |                 |                 |           |           |
| 1997-98             | Vélez Sársfield        | Primera División    | 35           | 10                 |                 |                 |           |           |
| 1998-99             | Vélez Sársfield        | Primera División    | 26           | 4                  |                 |                 |           |           |
| 1999-00             | Vélez Sársfield        | Primera División    | 34           | 8                  |                 |                 |           |           |
| 2000-01             | Vélez Sársfield        | Primera División    | 8            | 2                  |                 |                 |           |           |
| Pháp                | Pháp                   | Pháp                | Giải vô địch | Giải vô địch       | Coupe de France | Coupe de France | Tổng cộng | Tổng cộng |
| 2000-01             | Strasbourg             | Division 1          | 17           | 0                  |                 |                 |           |           |
| 2001-02             | Strasbourg             | Division 2          | 33           | 0                  |                 |                 |           |           |
| 2002-03             | Strasbourg             | Ligue 1             | 0            | 0                  |                 |                 |           |           |
| Uruguay             | Uruguay                | Uruguay             | Giải vô địch | Giải vô địch       | Cup             | Cup             | Tổng cộng | Tổng cộng |
| 2003                | Peñarol                | Primera División    | 17           | 4                  |                 |                 |           |           |
| Argentina           | Argentina              | Argentina           | Giải vô địch | Giải vô địch       | Cup             | Cup             | Tổng cộng | Tổng cộng |
| 2003-04             | Vélez Sársfield        | Primera División    | 6            | 0                  |                 |                 |           |           |
| Tổng cộng           | Argentina              | Argentina           | 400          | 36\|\|\|\|\|\|\|\| |                 |                 |           |           |
| Tổng cộng           | Tây Ban Nha            | Tây Ban Nha         | 79           | 1\|\|\|\|\|\|\|\|  |                 |                 |           |           |
| Tổng cộng           | Pháp                   | Pháp                | 50           | 0\|\|\|\|\|\|\|\|  |                 |                 |           |           |
| Tổng cộng           | Uruguay                | Uruguay             | 17           | 4\|\|\|\|\|\|\|\|  |                 |                 |           |           |
| Tổng cộng sự nghiệp | Tổng cộng sự nghiệp    | Tổng cộng sự nghiệp | 546          | 41\|\|\|\|\|\|\|\| |                 |                 |           |           |